# 에르난 메드포르드
에르난 에바리스토 메드포르드 브리안(Hernán Evaristo Medford Bryan, 1968년 5월 23일 ~ )은 코스타리카의 전 축구 선수이자 현 축구 지도자로 현재 스포르팅 FC의 사령탑을 맡고 있으며 현역 시절 공격수로 활약했다.
코스타리카 축구 국가대표팀으로 뛰면서 89경기 18골을 기록했으며 1990년 FIFA 월드컵과 2002년 FIFA 월드컵에 출전하였으며 또한 2006년부터 2008년까지는 코스타리카의 감독이기도 했다.